# The Hybrid 2
The Hybrid 2 (abreviado TH2) fue un tag team de lucha libre profesional, quienes actualmente trabajan para All Elite Wrestling que está formada por Angélico y Jack Evans. Ellos compitieron en Lucha Libre AAA Worldwide (AAA), Pro Wrestling Guerrilla (PWG) y en el circuito independiente bajo el nombre de Los Güeros del Cielo.
Entre los logros del equipo se destaca tres reinados como Campeones Mundiales en Parejas de la AAA.

## Historia

### Asistencia Asesoría y Administración / Lucha Libre AAA Worldwide (2013-2016)
En 2013, cuando Angélico regresó a la AAA, comenzó hacer equipo con Jack Evans con el nombre de Los Güeros del Cielo. Su primera lucha de PPV se produjo en el espectáculo más grande del año de la AAA Triplemanía XXI, en un Elimination Match por equipos por el vacante Campeonato Mundial en Parejas de AAA. El 18 de octubre de 2013, en Héroes Inmortales VII, Angélico y Evans ganaron el combate para convertirse en los nuevos Campeones Mundiales en Parejas de la AAA.
En Triplemanía XXII, tanto Angélico como Evans formaron parte de Elimination Match para unificar el Campeonato Peso Crucero de AAA y Campeonato de AAA Fusión siendo ganador El Hijo del Fantasma. El 7 de diciembre de 2014, en Guerra de Titanes, Angélico y Evans perdieron el Campeonato Mundial en Parejas de AAA ante Joe Líder y Pentagón Jr. en un Triple Threat Match que también incluyó a Fénix y Myzteziz.
Evans y Angélico tuvieron una rivalidad con The Black Family (Dark Cuervo y Dark Escoria), que culminó el 14 de junio de 2015, en Verano de Escándalo, donde Evans y Ángelico fueron victoriosos en un Steel Cage de Apuestas. Según lo estipulado, Cuervo y Escoria se vieron obligados a afeitarse la cabeza después del combate.
El 9 de agosto de 2015, en Triplemanía XXIII, Los Hell Brothers (Averno, Chessman y Cibernético) derrotaron a Fénix y Los Güeros del Cielo (Angélico y Jack Evans) y El Hijo del Fantasma, Pentagón Jr., El Texano Jr. en un Steel Cage Match por equipos para retener el Campeonato Mundial de Tríos de AAA. El 4 de octubre de 2015, en Héroes Inmortales IX, Evans y Angélico recuperaron el Campeonato Mundial en Parejas de AAA derrotando a Líder y Pentagón Jr. en un Triple Threat Match, que también involucró a Daga y Steve Pain. Sin embargo, el equipo renunciaron el título el 22 de enero de 2016, debido a que Angélico sufrió una lesión en la pierna. El 17 de julio de 2016, Angélico y Evans ganaron por tercera vez el Campeonato Mundial en Parejas de AAA. El 28 de agosto de 2016, en Triplemanía XXIV, Angélico y Evans perdieron sus títulos ante Aero Star y Drago en un Fatal 4-Way Match, que también involucró a Paul London & Matt Cross y a El Hijo del Fantasma & Garza Jr.
En septiembre de 2016, el equipo se disolvió cuando Evans dejó la empresa luego de las declaraciones acerca de La Parka y la situación de AAA y al siguiente año finalizando el 2017, Angélico también dejó la empresa para mudarse a Europa.

### Pro Wrestling Guerrilla (2015)
El 24 de julio de 2015. Evans y Angélico hicieron su debut en Pro Wrestling Guerrilla como equipo, desafiando sin éxito a The Young Bucks (Matt Jackson & Nick Jackson) por el Campeonato Mundial en Parejas de PWG.
El 28 de agosto de 2015, Evans y Angélico regresaron a PWG en Battle of Los Angeles 2015 derrotando a The Inner City Machine Guns (Rich Swann y Ricochet).

### All Elite Wrestling (2019-2022)
El 8 de mayo de 2019, Angélico firmó un contrato con All Elite Wrestling (AEW). Al día siguiente, Angélico como a Jack Evans (quien también firmó con la empresa), anunciaron su reunión de su equipo como Los Güeros del Cielo. El 25 de mayo, Angélico y Evans debutaron en el inaugural evento de Double or Nothing quienes cayeron derrotados ante los Best Friends (Trent Barreta & Chuck Taylor).
El 31 de agosto en el evento de All Out, Angélico y Evans cayeron derrotados ante Private Party (Isiah Kassidy & Marq Quen) y al final lo atacan cambiándose a heel por primera vez. El 8 de octubre en el primer episodio de AEW Dark, Angelico y Evans cambiaron el nombre del equipo como The Hybrid 2 en su lucha con los Lucha Brothers (Fénix & Pentagón Jr.) derrotando a Private Party (Isiah Kassidy & Marq Quen) y a Best Friends (Trent Barreta & Chuck Taylor). En el verano de 2021, TH2 se alió con Matt Hardy, quien junto con Private Party crearon una facción conocida como The Hardy Family Office.

## En lucha
- Movimientos finales de Angélico
  - Cruceta Invertidas (Reverse figure four leglock)
  - Superman Senton (Corkscrew senton bomb)
  - Fall of the Angels (Full nelson facebuster or a running crucifix turnbuckle powerbomb)
- Movimientos finales de Evans
  - 630° senton, sometimes while performing a corkscrew
  - Ode to Blitzkrieg (Standing corkscrew shooting star press followed by a standing corkscrew senton)
  - Stuntin' 101 (Springboard corkscrew moonsault, sometimes to the outside of the ring)

- Tema de entrada
  - Lose Yourself de Eminem
  - Bangarang de Skrillex feat. Sirah

## Campeonatos y logros
- Lucha Libre AAA Worldwide
  - Campeonato Mundial en Parejas de AAA (3 veces)

### Lucha de Apuestas
| Ganadores                                                 | Perdedores                              | Lugar                 | Evento              | Fecha               | Notas |
| --------------------------------------------------------- | --------------------------------------- | --------------------- | ------------------- | ------------------- | ----- |
| Los Güeros del Cielo (Angélico y Jack Evans) (cabelleras) | Dark Cuervo y Dark Escoria (cabelleras) | Monterrey, Nuevo León | Verano de Escándalo | 14 de junio de 2015 |       |